# マリアム・ジョージ

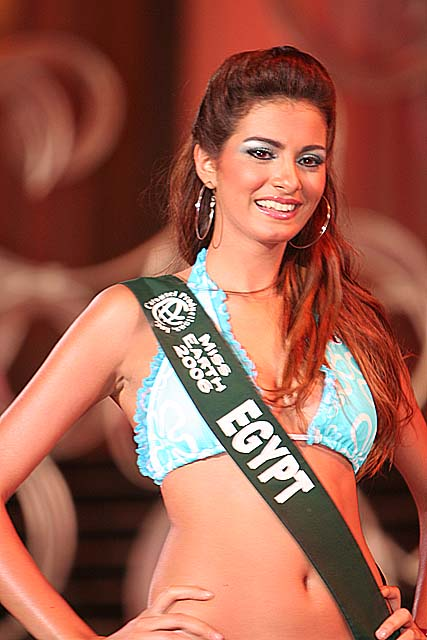
マリアム・ジョージ（2006年12月撮影）

マリアム・ジョージ（1987年 - 、アラビア語: مريم جورج、ラテン文字表記: Mariam George、Meriam George、Miriam Georgeなど）は、エジプト・カイロ出身のファッションモデルでありビューティークィーン。
18歳の時、2005年度パンテーン・ミス・エジプトに選ばれた。ミス・ユニバース2005、ミス・インターコンチネンタル2005、ミス・アース2006ではエジプト代表。ミス・アースでは8人の最終選考に残った。ミス・インターコンチネンタルでは準最終選考まで残ったが、ミス・ユニバースでは入賞を逃している。
マリアムはコプト正教会の家庭に生まれ、カイロにある近代アカデミーで経営学を学んだ。パートタイムでモデル業も行っている。ビジネスウーマンになるかテレビで仕事をすることを強く望んでいる。趣味は星占い、歌、ピアノ、フルート演奏。